# Blagoj Todew
Blagoj Todew (bulgarisch Благой Тодев; * 6. Juli 2001 in Bansko, Oblast Blagoewgrad) ist ein bulgarischer Biathlet. Er startet seit Ende 2020 im Weltcup und nahm an den Olympischen Spielen 2022 teil.

## Sportliche Laufbahn
Blagoj Todew betreibt seit seinem 12. Lebensjahr Biathlon, trat aber erst relativ spät international in Erscheinung. Seine erste Meisterschaften waren die Jugendweltmeisterschaften 2019, wo er in den Ergebnislisten allerdings keine Rolle spielte. Ohne große Erfahrung startete der Bulgare dann im Folgewinter durchgehend im IBU-Cup, konnte aber erwartungsgemäß nicht überzeugen und schloss alle Wettkämpfe außerhalb der besten 60 ab. Ungewöhnlich war die Tatsache, dass Todew trotz unterdurchschnittlicher Ergebnisse von Beginn der Saison 2020/21 an fester Bestandteil der Weltcupmannschaft war und auch bei den Weltmeisterschaften 2021 auf der Pokljuka starten durfte. Bestes Ergebnis im Weltcup war ein 86. Rang am Saisonende in Östersund, bei den Juniorenweltmeisterschaften in Obertilliach ging es in drei Rennen unter die besten 15.
Anfangs des Winters 2021/22 verbesserte Todew, ebenfalls in Östersund, sein bestes Weltcupergebnis mit Rang 57 im Sprint klar. Nach dem Jahreswechsel gewann der Bulgare recht überraschend seinen ersten internationalen Titel, bei den Junioreneuropameisterschaften gewann er das Einzelrennen vor Nicolò Betemps und Gaëtan Paturel. Außerdem wurde Todew in seinem Debütjahr sofort für die Olympischen Spiele nominiert, wo er nach einem 52. Rang im Sprint seinen ersten Verfolger auf höchster Ebene erreichte. Zum Ende der Saison wurde der Bulgare im Verfolgungsrennen von Soldier Hollow hinter Martin Nevland Juniorenvizeweltmeister, zudem ergatterte er in Otepää seinen ersten Weltcuppunkt und wurde Zehnter mit der Mixedstaffel. Im Folgewinter konnte Todew zwar seine Bestergebnisse nicht unterbieten, lief aber dank konstant guter Schießleistungen oftmals in die Top 60. Bei den Weltmeisterschaften bestritt er nur die Mixedstaffel, da er als Titelverteidiger bei den Junioreneuropameisterschaften startete und wieder eine Medaille gewann, diesmal musste er sich im Einzel dem Vorjahresvizemeister Nicolò Betemps geschlagen geben. Bei den Juniorenweltmeisterschaften kam überraschenderweise kein Top-10-Resultat zustande.
Zu Beginn der Saison 2023/24 erreichte Todew in Kontiolahti mit Rang 16 im Sprint sein bis dato bestes Ergebnis in einem IBU-Cup-Wettkampf, im März 2024 nahm er an den Weltmeisterschaften teil und wurde unter anderem 58. des Einzels. Das letzte Trimester verlief sehr erfolgreich: Im Einzel von Oslo sowie in Sprint und Verfolgung von Soldier Hollow, Utah gelangen dem Bulgaren nach längerer Zeit wieder Punktgewinne, wobei der 32. Platz im Sprint sein bis dahin bestes Ergebnis auf Weltcupebene darstellte. In der Saison 2024/25 konnte er sich merklich steigern. Insgesamt lief Todew in sechs Rennen in die Punkteränge, heraus stach dabei der 20. Rang im Sprint von Hochfilzen. Bei den Weltmeisterschaften resultierte als Bestergebnis Platz 32 im Sprint, mit der Staffel belegte er im Saisonverlauf dreimal Rang elf.

## Persönliches
Blagoj Todew lernt Elektrotechnik an der Berufsfachschule Bansko. Weitere Bekanntheit erhielt er im Januar 2022 durch eine Spendenaktion für eine bulgarische Krankenschwester, fūr die er seine bei der Junioren-EM gewonnene Goldmedaille versteigerte.

## Statistiken

### Weltcupplatzierungen
Die Tabelle zeigt alle Platzierungen (je nach Austragungsjahr einschließlich Olympische Spiele und Weltmeisterschaften).
- 1.–3. Platz: Anzahl der Podiumsplatzierungen
- Top 10: Anzahl der Platzierungen unter den ersten zehn (einschließlich Podium)
- Punkteränge: Anzahl der Platzierungen innerhalb der Punkteränge (einschließlich Podium und Top 10)
- Starts: Anzahl gelaufener Rennen in der jeweiligen Disziplin
- Staffel: inklusive Mixed- und Single-Mixed-Staffeln

| Platzierung               | Einzel | Sprint | Verfolgung | Massenstart | Staffel | Gesamt |
| ------------------------- | ------ | ------ | ---------- | ----------- | ------- | ------ |
| 1. Platz                  |        |        |            |             |         |        |
| 2. Platz                  |        |        |            |             |         |        |
| 3. Platz                  |        |        |            |             |         |        |
| Top 10                    |        |        |            |             | 2       | 2      |
| Punkteränge               | 2      | 4      | 4          |             | 28      | 38     |
| Starts                    | 6      | 30     | 7          |             | 28      | 71     |
| Stand: Saisonende 2024/25 |        |        |            |             |         |        |

### Weltcupwertungen
Ergebnisse bei Weltcups (Disziplinen- und Gesamtweltcup) gemäß Punktesystem.
| Saison  | Einzel | Einzel | Sprint | Sprint | Verfolgung | Verfolgung | Massenstart | Massenstart | Gesamt | Gesamt |
| Saison  | Platz  | Punkte | Platz  | Punkte | Platz      | Punkte     | Platz       | Punkte      | Platz  | Punkte |
| ------- | ------ | ------ | ------ | ------ | ---------- | ---------- | ----------- | ----------- | ------ | ------ |
| 2021/22 | –      | –      | 94.    | 1      | –          | –          | –           | –           | 103.   | 1      |
| 2023/24 | 61.    | 3      | 62.    | 9      | 63.        | 9          | –           | –           | 69.    | 21     |
| 2024/25 | 65.    | 1      | 48.    | 29     | 40.        | 39         | –           | –           | 51.    | 69     |

### Olympische Winterspiele
Ergebnisse bei Olympischen Winterspielen:
|                                        | Einzelwettbewerbe | Einzelwettbewerbe | Einzelwettbewerbe | Einzelwettbewerbe | Staffelwettbewerbe | Staffelwettbewerbe |
| Einzel                                 | Sprint            | Verfolgung        | Massenstart       | Herrenstaffel     | Mixedstaffel       |                    |
| -------------------------------------- | ----------------- | ----------------- | ----------------- | ----------------- | ------------------ | ------------------ |
| Olympische Winterspiele 2022 \| Peking | –                 | 52.               | 53.               | –                 | 18.                | –                  |

### Biathlon-Weltmeisterschaften
Ergebnisse bei den Weltmeisterschaften:
| Weltmeisterschaften | Weltmeisterschaften | Einzelwettbewerbe | Einzelwettbewerbe | Einzelwettbewerbe | Einzelwettbewerbe | Staffelwettbewerbe | Staffelwettbewerbe | Staffelwettbewerbe |
| Jahr                | Ort                 | Einzel            | Sprint            | Verfolgung        | Massenstart       | Herrenstaffel      | Mixedstaffel       | S.-M.-Staffel      |
| ------------------- | ------------------- | ----------------- | ----------------- | ----------------- | ----------------- | ------------------ | ------------------ | ------------------ |
| 2021                | Pokljuka            | –                 | 92.               | –                 | –                 | 16.                | –                  | –                  |
| 2023                | Oberhof             | –                 | DNS               | –                 | –                 | –                  | 17.                | –                  |
| 2024                | Nové Město          | 58.               | 74.               | –                 | –                 | 18.                | 22.                | 17.                |
| 2025                | Lenzerheide         | 59.               | 32.               | 41.               | –                 | 15.                | 15.                | 11.                |

### Jugend-/Juniorenweltmeisterschaften
Todew nahm bis 2020 an den Jugend-, ab 2021 an den Juniorenwettkämpfen teil.
| Weltmeisterschaften | Weltmeisterschaften | Einzelwettbewerbe | Einzelwettbewerbe | Einzelwettbewerbe | Staffelwettbewerbe | Staffelwettbewerbe |
| Jahr                | Ort                 | Einzel            | Sprint            | Verfolgung        | Herrenstaffel      | Mixedstaffel       |
| ------------------- | ------------------- | ----------------- | ----------------- | ----------------- | ------------------ | ------------------ |
| 2019                | Osrblie             | 77.               | 43.               | 53.               | 22.                | nicht ausgetragen  |
| 2020                | Lenzerheide         | 22.               | 32.               | 39.               | 16.                | nicht ausgetragen  |
| 2021                | Obertilliach        | 11.               | 9.                | 11.               | –                  | nicht ausgetragen  |
| 2022                | Soldier Hollow      | 16.               | 4.                | 2.                | –                  | nicht ausgetragen  |
| 2023                | Schtschutschinsk    | 19.               | 38.               | 20.               | 12.                | –                  |